# Magdalenowo
Magdalenowo – wieś w Polsce położona w województwie podlaskim, w powiecie suwalskim, w gminie Suwałki.
Wieś duchowna położona była w końcu XVIII wieku w powiecie grodzieńskim województwa trockiego. W latach 1975–1998 miejscowość administracyjnie należała do województwa suwalskiego.
Wieś przylega do jeziora Wigry.
W Magdalenowie znajduje się cmentarz parafii Wigry (spoczywa na nim Andrzej Strumiłło w pobliżu którego znajduje się małe jezioro, Mozguć.
Nazwa wsi pochodzi od wezwania drewnianego kościoła św. Marii Magdaleny zbudowanego w 1680 roku dla okolicznych mieszkańców (zgodnie z regułą kamedułów kościół w Wigrach służył tylko zakonnikom). Znajdował się on w miejscu dzisiejszego cmentarza. W latach 40. XIX wieku został sprzedany Michałowi Habermanowi, który rozebrał go, a z pozyskanego materiału zbudował szkołę w Smolanach.
Wierni kościoła rzymskokatolickiego należą do parafii Niepokalanego Poczęcia Najświętszej Maryi Panny w Wigrach.

## Zabytki
Do rejestru zabytków Narodowego Instytutu Dziedzictwa wpisane są następujące obiekty:
- schronisko (I) PTK, drewniane, 1928–29 (nr rej.: A-263 z 30.12.2009)